# BRENDA
BRENDA (engl. BRaunschweig ENzyme DAtabase) je enzimski informacioni sistem. BRENDA je jedna od najpotpunijih enzimskih baza podataka.

## Uvod
BRENDA elektronski informacioni resurs koji se sastoji od molekularnih i biohemijskih informacija o enzimima koji su klasifikovani od strane IUBMB. Svaki klasifikovani enzim je karakterisan u pogledu biohemijskih reakcija koje katalizuje. Kinetičke osobine korespondirajućih reaktanata, supstrata i produkata su detaljno opisani..

## Sadržaj i osobine
Baza podataka sadrži viče od 40 parametara sa enzim-specifičnim informacijama o više od 4800 EC brojeva koji su klasifikovani po IUBMB sistemu. Enzimski rekordi sadrže reference, informaciju o izvornom organizmu, i, gde je to moguće, proteinsku sekvencu enzima.

### Dodatna literatura
- Schomburg D, Schomburg I, Chang A (2006). Springer Handbook of Enzymes (2nd изд.). Heidelberg: Springer.
- Schomburg I, Chang A, Ebeling C, Gremse M, Heldt C, Huhn G, Schomburg D (2004). „BRENDA, the enzyme database: updates and major new developments”. Nucleic Acids Res. 32 (Database issue): D431—433. PMC 308815 . PMID 14681450. doi:10.1093/nar/gkh081.
- Pharkya P, Nikolaev EV, Maranas CD (2003). „Review of the BRENDA Database”. Metab Eng. 5 (2): 71—73. PMID 12850129. doi:10.1016/S1096-7176(03)00008-9.
- Schomburg I, Chang A, Hofmann O, Ebeling C, Ehrentreich F, Schomburg D (2002). „BRENDA: a resource for enzyme data and metabolic information”. Trends Biochem Sci. 27 (1): 54—56. PMID 11796225. doi:10.1016/S0968-0004(01)02027-8.
- Schomburg I, Chang A, Schomburg D (2002). „BRENDA, enzyme data and metabolic information”. Nucleic Acids Res. 30 (1): 47—49. PMC 99121 . PMID 11752250.
- Schomburg I, Hofmann O, Bänsch C, Chang A, Schomburg D (2000). „Enzyme data and metabolic information: BRENDA, a resource for research in biology, biochemistry, and medicine”. Gene Funct Dis. 3 (4): 109—118.

## Spoljašnje veze
- Званични веб-сајт
- Enzimska Nomenklatura